# Arlesheim
Arlesheim je obec ve švýcarském kantonu Basilej-venkov. Žije zde přibližně 9 200 obyvatel. Je sídlem stejnojmenného okresu.

## Geografie
Arlesheim leží v nadmořské výšce 335 metrů mezi řekou Birs a horským masivem Gempen. Centrum obce se nachází na úbočí tohoto pásma kopců v oblasti Birseck. Rozloha obce je 6,94 km², z toho 53 % tvoří lesy, 35 % zastavěná plocha, 11 % zemědělské zóny a 1 % neproduktivní půda.
Arlesheim sousedí s obcemi Reinach, Münchenstein a Muttenz v kantonu Basilej-venkov a obcemi Dornach a Gempen v kantonu Solothurn.

## Historie

Letecký pohled (1922)

V Arlesheimu se nacházejí jeskyně Ermitage a Hollenberg a zřícenina Birseck, kde byly nalezeny kostry, nástroje, brousky a šperky z období paleolitu, mezolitu a neolitu. V roce 1239 se Arlisheim stal součástí basilejského knížecího biskupství.
V letech 1529–1581 byla obec dočasně reformována, ale později se vrátila ke staré víře. V roce 1679 byla katedrální kapitula přenesena z Basileje nebo Freiburgu im Breisgau do Arlesheimu. Byla postavena katedrála a kanovnické domy.
Dne 10. srpna 1792 udělil generál Biron jménem francouzského národa obyvatelům diecéze pravomoc sesadit panovníka a zavést novou ústavu. Národní shromáždění v Porrentruy vyhlásilo Raurackou republiku. Světské majetky a vliv biskupa tak zanikly. Arlesheimská katedrální kapitula byla rozpuštěna a katedrální kostel a kolegiátní domy byly vydraženy zájemcům, kteří nabídli nejvyšší cenu.
Arlesheim následně patřil 22 let Francii a zažil vzestup i pád císaře Napoleona. Na Vídeňském kongresu v letech 1814/15 byl připojen ke starému kantonu Basilej. Občané Arlesheimu se v roce 1832 zasadili o kantonální odtržení, a proto od roku 1833 patří k polokantonu Basilej-venkov a Arlesheim se stal hlavním městem okresu.
V roce 1921 byla v Arlesheimu založena první antroposofická nemocnice na světě, klinika Ity Wegmanové.
V roce 2024 obdržel Arlesheim Wakkerovu cenu, nejvýznamnější švýcarské ocenění za architekturu, v rámci „Birsstadtu“ - společně s dalšími (sousedními) obcemi podél řeky Birs.

## Obyvatelstvo
| Rok            | 1850 | 1880 | 1900 | 1930 | 1950 | 1970 | 1980 | 1990 | 2000 |
| Počet obyvatel | 910  | 947  | 1599 | 3228 | 3898 | 8038 | 8224 | 8293 | 8628 |

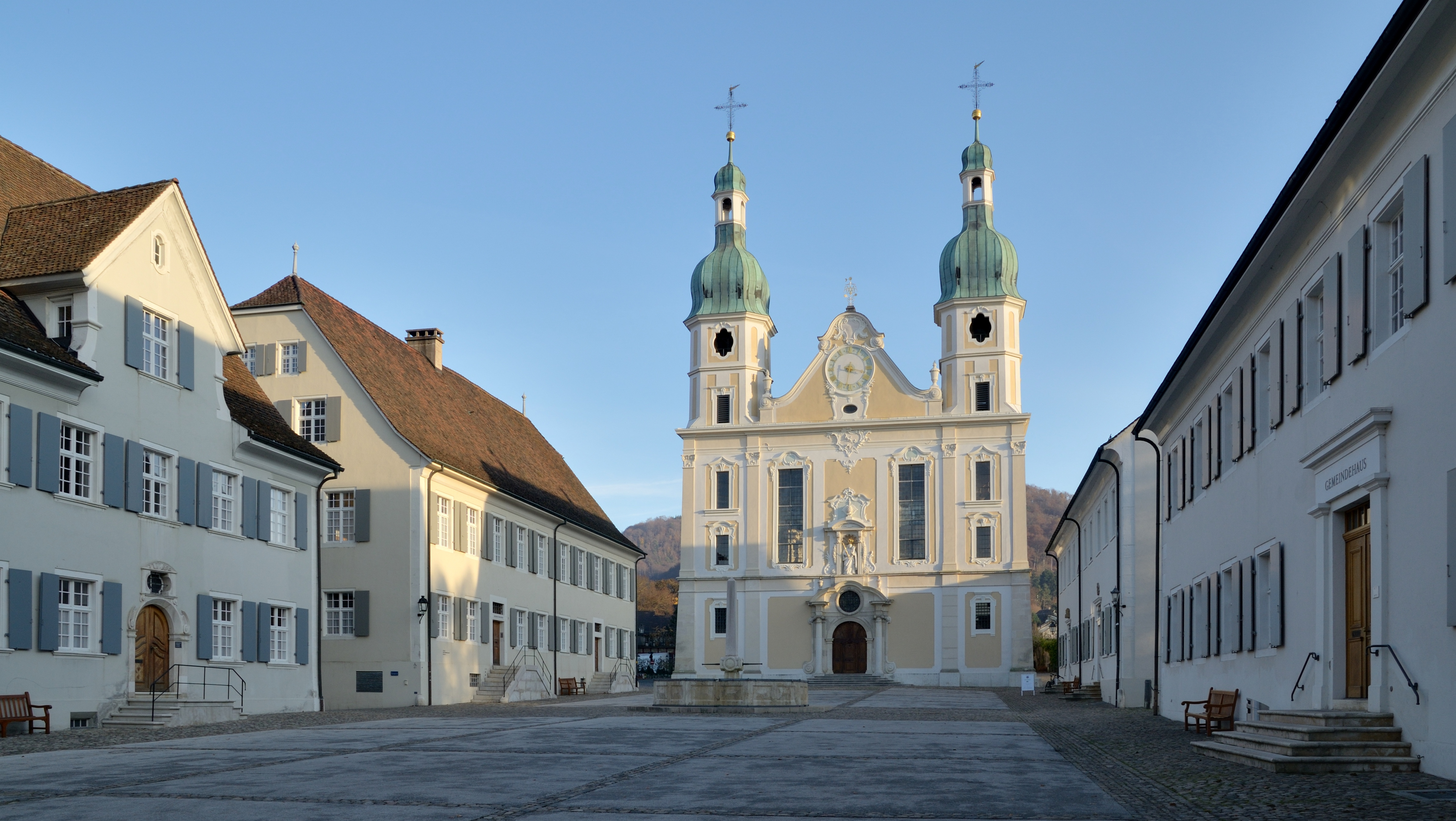
Dóm v Arlesheimu

33 % obyvatel je římskokatolického vyznání a 31 % reformovaného vyznání. Podíl obyvatel bez švýcarského občanství v obci činí 19,5 %. Většina obyvatel (k roku 2000) hovoří německy (7428, tj. 86,1 %), druhá nejčastější je italština (283, tj. 3,3 %) a třetí francouzština (167, tj. 1,9 %).

## Hospodářství

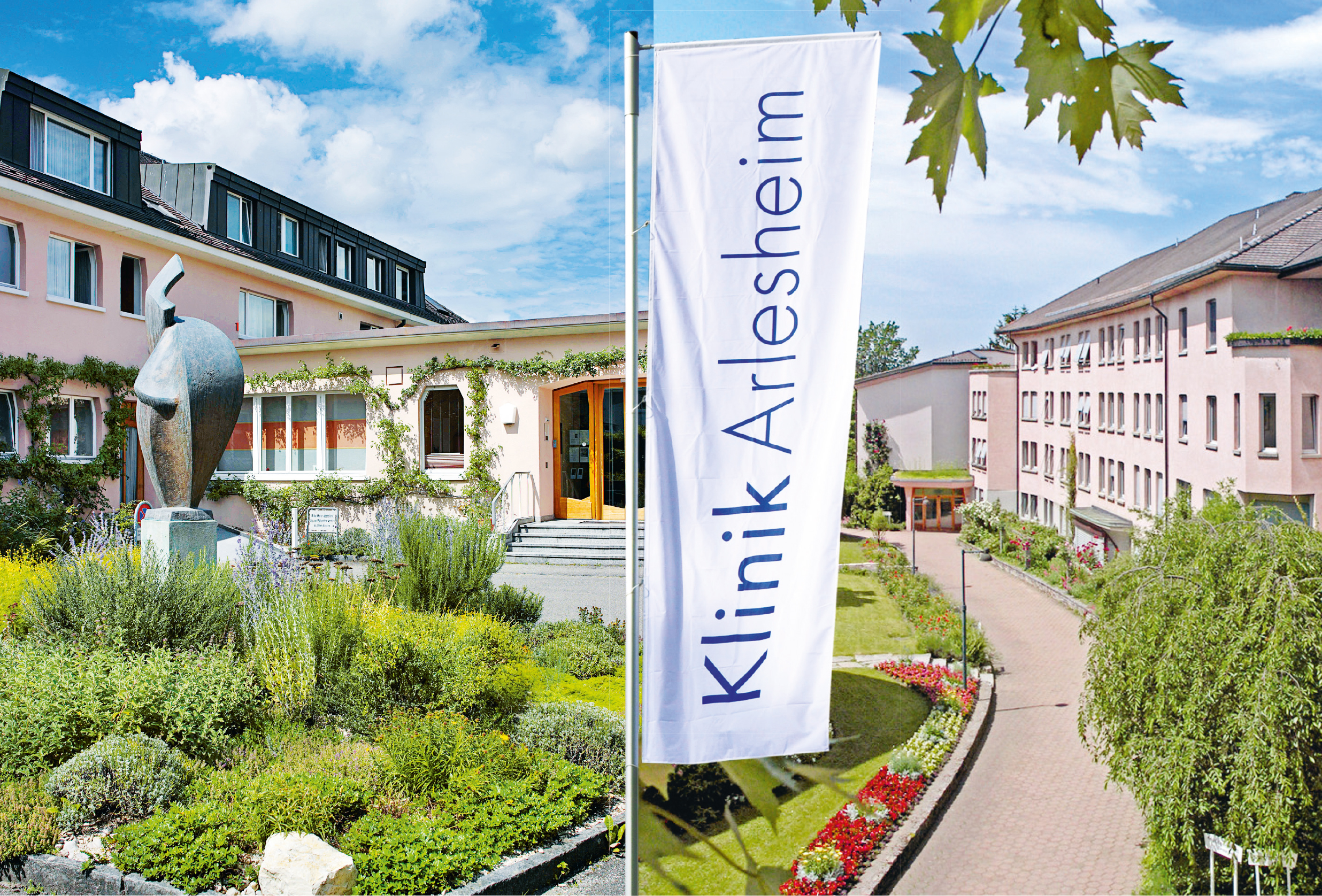
Klinik Arlesheim

Arlesheim je mezinárodně proslulý první antroposofickou klinikou na světě, založenou v roce 1921 a pojmenovanou po své zakladatelce Itě Wegmanové. Ve městě sídlí také společnost Weleda. Vyrábí antroposofické léky a je známá po celém světě.

## Doprava
Arlesheim má kvalitní spojení veřejnou dopravou. Spolu s obcí Dornach má obec železniční stanici na jurské trati Basilej–Delémont a každou půlhodinu sem jezdí linka S3 S-Bahn, která spojuje Basilej a Laufen. Tramvajová linka BLT 10, která jezdí přes Münchenstein, spojuje Arlesheim s Basilejí.
Autobusová linka basilejského dopravního podniku Basler Verkehrs-Betriebe zajišťuje také spojení s nádražím Dornach-Arlesheim a Reinachem.
Obec je také napojena na švýcarskou dálniční síť (dálnice A2) prostřednictvím sjezdu Arlesheim-Industrie na čtyřproudé silnici H18.

## Partnerská obec
- Satigny, Švýcarsko, od roku 2022[4]

## Osobnosti
- Gabriel Andrew Dirac (1925–1984), matematik
- Jean-Claude Zehnder (* 1941), varhaník